# 1919 في بيرو
فيما يلي قوائم الأحداث التي وقعت خلال عام 1919 في بيرو.

## سياسة

### تعيين في المنصب
- 1 يناير – كليمنت بالما عضو مجلس نواب بيرو ‏.
- 1 يناير – مانويل برادو عضو مجلس نواب بيرو ‏.
- 4 يوليو – أوغستو ليقيا رئيس بيرو.

### انتهاء فترة المنصب
- 1 يناير – مانويل برادو عضو مجلس نواب بيرو ‏.
- 4 يوليو – خوسيه باردو ذ باريدا رئيس بيرو.

## رياضة
- 1 يناير – الدوري البيروفي لكرة القدم 1919 الفائز أليانزا ليما.

## وفيات

### أكتوبر
- 6 أكتوبر – ريكاردو بالما (مواليد 1833) مؤرخ بيروفي.